# هیدروکسی‌متیل‌بیلان
هیدروکسی‌متیل‌بیلان (به انگلیسی: Hydroxymethylbilane) با فرمول شیمیایی C۴۰H۴۶N۴O۱۷ یک ترکیب شیمیایی با شناسه پاب‌کم ۷۸۸ است. که جرم مولی آن ۸۵۴٫۸۱ g/mol می‌باشد. 